# Суровцев, Александр Валерьевич
Александр Валерьевич Суровцев (16 января 1972, Барнаул) — российский футболист, вратарь, футбольный тренер.

## Биография
В начале карьеры играл за любительские команды Барнаула. В 1993 году начал профессиональную карьеру в составе клуба «Политехник-92» во второй лиге. В 1995—1998 годах выступал за главную команду города — «Динамо», в её составе провёл более 100 матчей во второй лиге.
В 1999 году перешёл в клуб первого дивизиона «Томь», где провёл следующие семь сезонов. Играл за томскую команду вместе с бывшими одноклубниками по барнаульским клубам С. Агеевым, С. Рехтиным, В. Исайченко, А. Силютиным. Основным вратарём был только в некоторых сезонах (1999 — 27 матчей, 2001 — 32 матча), в остальные годы выходил на поле нерегулярно. В 2004 году, когда «Томь» завоевала право на выход в премьер-лигу, принял участие в 10 матчах. В премьер-лиге ни разу не вышел на поле, и в середине сезона 2005 года покинул команду. Всего за томский клуб сыграл 118 матчей.
В последние годы карьеры играл за «Содовик» (Стерлитамак) и «Динамо» (Барнаул). В составе «Содовика» в 2005 году и «Динамо» — в 2007 году становился победителем зональных турниров второго дивизиона.
Всего на профессиональном уровне в первенствах России выходил на поле в 324 матчах, из них в первом дивизионе — 133 матча, во втором — 191 игра. В Кубке России сыграл не менее 15 матчей, в том числе принимал участие в матчах 1/16 и 1/8 финала против московских ЦСКА, «Локомотива», «Торпедо», «Торпедо-Металлурга».
Работал тренером вратарей в барнаульском «Динамо» и «Томи». С 2014 года снова работает в Барнауле. Дважды, в январе-июне 2014 года и мае-июне 2015 года на короткое время назначался исполняющим обязанности главного тренера. В 2016 году получил тренерскую лицензию «Б» УЕФА, в 2020 — «A».

## Достижения
- Серебряный призёр первого дивизиона России: 2004
- Победитель второго дивизиона России: 2005 (зона «Урал-Поволжье»), 2007 (зона «Восток»)
- Победитель Кубка ПФЛ: 2005